# Kanton Le Val de Thouet
Le Val de Thouet is een kanton van het Franse departement Deux-Sèvres. Het kanton maakt deel uit van de arrondissementen Bressuire (17) en Parthenay (11). Het werd opgericht bij decreet van 18 februari 2014 met uitwerking op 22 maart 2015 met Airvault als hoofdplaats.

## Gemeenten
Het kanton omvatte 35 gemeenten bij zijn oprichting.

Op 1 januari 2017 werden de gemeenten Cersay, Bouillé-Saint-Paul en Massais samengevoegd tot de fusiegemeente (commune nouvelle) Val en Vignes.
Op 1 januari 2019 werden de gemeenten Argenton-l'Église, Bouillé-Loretz en Bagneux samengevoegd tot de fusiegemeente (commune nouvelle) Loretz-d'Argenton.
Op 1 januari 2019 werden de gemeenten Brie, Oiron, Saint-Jouin-de-Marnes en Taizé-Maulais samengevoegd tot de fusiegemeente (commune nouvelle) Plaine-et-Vallées.
Op 1 januari 2019 werd de gemeente Tessonnière toegevoegd aan de gemeente Airvault die daardoor het statuut van commune nouvelle kreeg.

Sindsdien omvat het kanton volgende 28 gemeenten :
- Airvault
- Assais-les-Jumeaux
- Availles-Thouarsais
- Boussais
- Brion-près-Thouet
- Le Chillou
- Coulonges-Thouarsais
- Glénay
- Irais
- Loretz-d'Argenton
- Louin
- Luché-Thouarsais
- Luzay
- Maisontiers
- Marnes
- Pas-de-Jeu
- Pierrefitte
- Plaine-et-Vallées
- Saint-Cyr-la-Lande
- Saint-Généroux
- Saint-Léger-de-Montbrun
- Saint-Loup-Lamairé
- Saint-Martin-de-Mâcon
- Saint-Martin-de-Sanzay
- Saint-Varent
- Sainte-Gemme
- Tourtenay
- Val en Vignes